# Glaresis texana
Glaresis texana es una especie de coleóptero de la familia Glaresidae.

## Distribución geográfica
Habita en Texas (Estados Unidos).